# 米萨埃尔·埃斯皮诺萨
米萨埃尔·埃斯皮诺萨（西班牙語：Missael Espinoza，1965年4月12日—），墨西哥男子足球运动员，司职中场。他曾代表墨西哥国家队参加1994年国际足联世界杯，结果队伍止步十六强赛。